# Yvonne Buckingham
Yvonne Buckingham (* 30. November 1936 oder 1937 in Yorkshire, Vereinigtes Königreich) ist eine englische Schauspielerin, die in zahlreichen Nebenrollen in britischen Fernsehserien und Filmen auftrat.

## Leben und Karriere

### 1950er Jahre
In einer frühen Rolle spielte Buckingham ein Saloon-Mädchens in dem von Jack Lee gedrehten Film Die Farm der Verfluchten. 1958 stellte sie Marios Freundin in der Komödie Next to No Time! dar. 1959 übernahm Buckingham die gleichnamige Rolle in dem Film Das Mädchen Saphir über eine junge Frau, die ermordet in Hampstead Heath aufgefunden wird. Sie hatte jedoch keine Sprechrolle und erscheint nur kurz als Leiche und auf Fotos.

### 1960er Jahre
Buckingham spielte 1961 prominente Rollen in zwei Filmen, A Question of Suspense und Murder in Eden. Infolgedessen verlor sie 4.000 Pfund, die möglicherweise aus einer Versicherung stammten, die sie 1958 im Alter von 20 Jahren abgeschlossen hatte, für den Fall, dass sie innerhalb von fünf Jahren kein Star werden würde. 
1962 hatte sie eine kleine Nebenrolle als „hübsches Mädchen“ im Neo-Noir-Film The Frightened City. 1963 spielte Buckingham die Hauptrolle in Ich, Christine Keeler, einem Film über Christine Keeler. Bevor Buckingham sich die Rolle sichern konnte, wurde sie Keeler angeboten, die sie annahm. Da die Actors Equity ihre Bewerbung jedoch nicht akzeptierte, bedeutete dies, dass die anderen Darsteller nicht mit ihr auftreten konnten.

### 1970er und 1980er Jahre
In den späten 1980er Jahren spielte sie eine Rolle in dem von Marcio Kogan und Isay Weinfeld inszenierten Film Fogo e Paixão, einem Film über eine Bustour durch São Paulo, bei der man seltsamen Menschen begegnet. Einer der Touristen, ein Japaner namens Kankeo (gespielt von Ken Kaneko), filmte das Ereignis und zeigte es seinen Freunden, als er nach Hause zurückkehrte.

## Filmografie (Auswahl)
- 1957: Die Farm der Verfluchten (Robbery Under Arms)
- 1958: Grip of the Strangler
- 1958: Der Dämon mit den blutigen Händen (Blood of the Vampire)
- 1958: Next To No Time!
- 1958: London 999 (Dial 999, Fernsehserie, 1 Folge)
- 1958: Eddie, Tod und Teufel (Passport to Shame)
- 1959: Der Weg nach oben (Room at the Top)
- 1959: Straße ohne Zukunft (No Trees in the Street)
- 1959: Das Mädchen Saphir (Sapphire)
- 1959: Unser Mann in Havanna (Our Man in Havana)
- 1959: Desert Mice
- 1960: Urge to Kill
- 1961: A Question of Suspense
- 1961: Murder in Eden
- 1962: Nur ein Hauch Glückseligkeit (A Kind of Loving)
- 1963: Ich, Christine Keeler (The Keeler Affair)
- 1964: The Valiant Varneys (Fernsehserie, 1 Folge)